# Charlotte Lindholm
Charlotte Lindholm (født 12. september 1965) er en dansk journalist, der p.t. er administrerende direktør for Dansk Aktionærforening.
Lindholm blev uddannet cand. merc. int. fra Copenhagen Business School i 1995 og Journalist fra American University i Washington D.C., USA. Under uddannelsen til journalist arbejdede hun for den amerikanske tv-station CNBC og TV 2. 
I 1996 blev hun ansat ved TV-Avisen som erhvervsjournalist. I 2001 blev hun vært på DRs morgennyheder og DR2s Deadline. I 2004 blev hun vært på Magasinet Penge.
18. august 2008 tiltrådte hun stillingen som direktør for Dansk Aktionærforening. Hun afløste Linda Overgaard.
Lindholm er gift med chefredaktør Mikael Lindholm.